# Norton Goback
 (juin 2020).
Si vous disposez d'ouvrages ou d'articles de référence ou si vous connaissez des sites web de qualité traitant du thème abordé ici, merci de compléter l'article en donnant les références utiles à sa vérifiabilité et en les liant à la section « Notes et références ».
Norton Goback est un logiciel produit par Symantec qui permet de restaurer le disque dur d'un ordinateur à un état précédent. On peut aussi choisir de restaurer un fichier particulier à un état précédent.
Ce logiciel se greffe avant le démarrage de Windows et enregistre tous les appels en écriture du système sur un fichier. 
Norton Goback est réputé ralentir énormément (environ 2 fois) l'ordinateur lors du moindre appel d'écriture. D'autre part son moteur s'arrête lors d'une sur-activité du disque dur (souvent causé par lui-même). Lors de la défragmentation du disque dur, il se désactive et se réactive, rendant ainsi impossible toute récupération de fichier à un état antérieur.